# Doce

Logo du groupe.

Doce est un groupe pop féminin portugais des années 1980.
Doce a représenté le Portugal au Concours Eurovision de la chanson 1982 avec la chanson Bem Bom et a fini à la 13e place. L'année précédente, le groupe était arrivé 4e lors de la finale nationale avec la chanson Ali-Bábá, um homem das Arábias. 
Doce était composé de Laura Diogo, Lena Coelho, Fátima Padinha (pt) et Teresa Miguel. 
Fatima Padinha et Teresa Miguel avaient auparavant déjà représenté le Portugal lors du Concours Eurovision de la chanson 1978, en étant la moitié féminine du groupe Gemini.